# Visión Emergente
Visión Emergente fue un partido político venezolano, de centroderecha, fundado en 2001 por Cipriano Heredia como Asociación Civil y transformado en partido político nacional en 2002, sin embargo, es en el año 2003 cuando queda totalmente legalizado, luego de solucionar algunos problemas por la semejanza del nombre de Visión Emergente con el del partido Gente Emergente. 

## Historia
En octubre de 2002 suscriben la organización dentro de la Coordinadora Democrática (CD), una coalición que agrupaba los partidos opositores a la administración de Hugo Chávez, pero luego del fracaso de la misma al ser ratificado Chávez como presidente de Venezuela en el Referéndum presidencial de 2004 la CD se desintegró. Desde mediados de 2005 buscaba fusionarse con el partido Venezuela de Primera, sin embargo, jamás llegó a concretarse.
En las elecciones presidenciales de 2006 decidió apoyar al opositor Manuel Rosales. En febrero de 2007 el partido decide integrarse junto con otros cuatro partidos de oposición en el Directorio Popular Alternativo, pero en la práctica la nueva organización no obtuvo resultados. Finalmente el 16 de enero de 2010 el partido se fusiona con el socialdemócrata Alianza Bravo Pueblo y logran un escaño en la Asamblea Nacional de Venezuela.